# Regula fazelor (termodinamică)
Regula fazelor, sau teorema fazelor, a fost propusă de Josiah Willard Gibbs în anii 1870 referitor la numărul de grade de libertate ale unui sistem termodinamic multicomponent la echilibru. În termodinamică, regula fazelor este un principiu general aplicabil sistemelor descrise complet de variabilele presiune, volum și temperatură, la echilibru termodinamic. Dacă F este numărul gradelor de libertate, C numărul de componente iar P numărul fazelor, există relația
{\displaystyle F\;=\;C\;-\;P\;+\;2\,.}